# Olhos de Água
Olhos de Água ("ogen van water") is een badplaatsje aan de Portugese Algarve kust, zo'n vijf kilometer ten oosten van de stad Albufeira. Er is een strand en er zijn enkele cafés en restaurants. Er loopt één weg naar het strand en het haventje.
Olhos de Água heeft zijn naam te danken aan de zoetwaterbronnen die zich op bepaalde plaatsen aan de kust ónder het strand bevinden. Bij eb komen deze bronnen vrij en vormen ronde plekken in het strand waarin het water naar boven opwelt. Deze ronde plekken zien eruit als 'ogen van water' en zo zijn ze ook in het wapen van het dorp opgenomen, zoals dat naast dit artikel is afgebeeld. Het water uit de bronnen is lekker koud en prima te drinken. In het verleden werd het gehele dorp voorzien van drinkwater uit deze bronnen.
Olhos de Água is een freguesia (deelgemeente) van de conselho (gemeente) Albufeira en telt 3221 inwoners (2001) op een oppervlakte van 15,69 km².

## Trivia
In 2004 werd hier, tijdens het Europees Kampioenschap voetbal, het tv-programma Villa BvD opgenomen.
Albufeira · Ferreiras · Guia · Olhos de Água · Paderne